# براش پل
براش پل (انگلیسی: Paul Brush؛ زادهٔ ۲۲ فوریهٔ ۱۹۵۸) بازیکن فوتبال اهل بریتانیا است.
از باشگاه‌هایی که در آن بازی کرده‌است می‌توان به باشگاه فوتبال کریستال پالاس، باشگاه فوتبال ساوتند یونایتد، باشگاه فوتبال هیبریج، باشگاه فوتبال وستهام یونایتد، و باشگاه فوتبال انفیلد ۱۸۹۳ اشاره کرد.